# Maaykuyak waueri
Espèce
Synonymes
- Vaejovis waueri Gertsch & Soleglad, 1972
- Hoffmannius waueri (Gertsch & Soleglad, 1972)

Maaykuyak waueri est une espèce de scorpions de la famille des Vaejovidae.

## Distribution
Cette espèce se rencontre dans le désert de Chihuahua aux États-Unis dans le Sud du Texas et au Mexique au Nuevo León, au Coahuila et dans l'Est du Durango,.
Sa présence est incertaine au Chihuahua.

## Description
La femelle holotype mesure 24,8 mm.
Les mâles mesurent 17,5 mm et les femelles de 24,9 à 25,6 mm.

## Systématique et taxinomie
Cette espèce a été décrite sous le protonyme Vaejovis waueri par Williams en Gertsch & Soleglad, 1972. Elle est placée dans le genre Hoffmannius par Soleglad et Fet en 2008 puis dans le genre Maaykuyak par González Santillán et Prendini en 2013.

## Étymologie
Cette espèce est nommée en l'honneur de Roland H. Wauer.

## Publication originale
- Gertsch & Soleglad, 1972 : « Studies of North American scorpions of the genera Uroctonus and Vejovis. » Bulletin of the American Museum of Natural History, no 148, p. 549–608 (texte intégral).